# Mastor
Mastor là một chi bướm ngày thuộc họ Bướm nâu.